# Calliphenges cuprascens
Calliphenges cuprascens är en skalbaggsart som beskrevs av Waterhouse 1880. Calliphenges cuprascens ingår i släktet Calliphenges och familjen långhorningar. Inga underarter finns listade.